# Łożysko wieńcowe

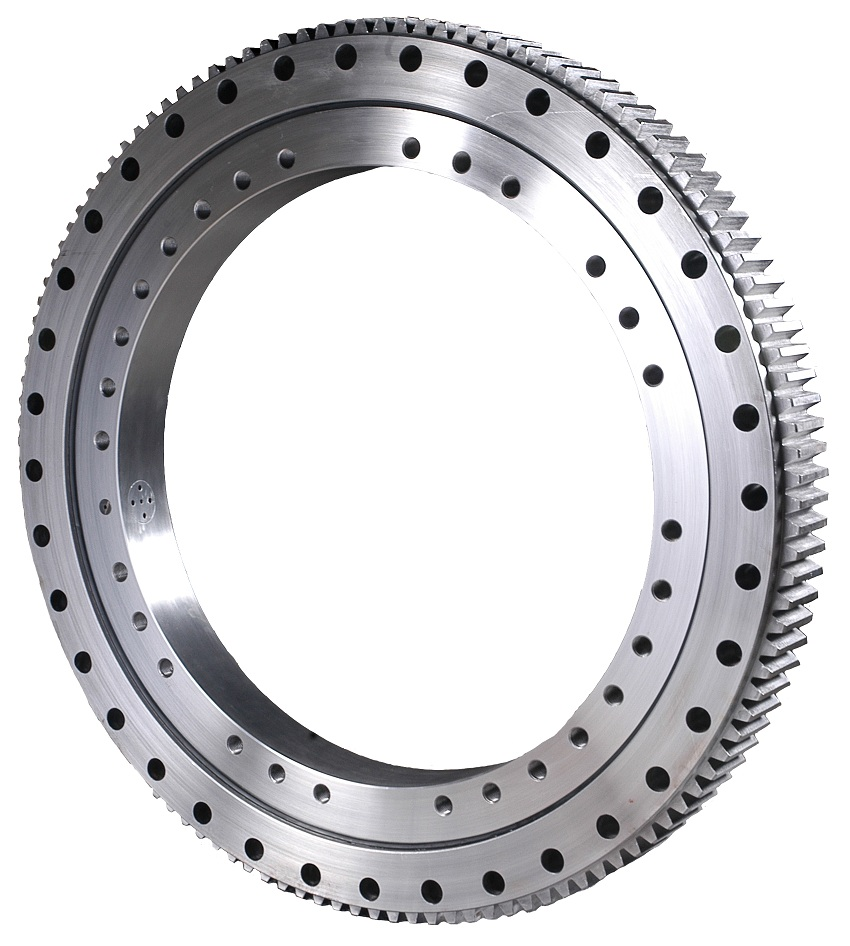
Łożysko wieńcowe

Łożysko wieńcowe – jest to łożysko toczne, wielkogabarytowe (o średnicy wewnętrznej powyżej 0,3 m), charakteryzujące się tym, iż pierścienie łożyskowe są tak ukształtowane, że pozwalają na mocowanie ich za pomocą śrub bezpośrednio do dwóch części nośnych urządzenia (korpusu maszyny) – jednego obrotowego, a drugiego stałego. Bardzo często jeden z pierścieni stanowi wieniec zębaty (stąd pochodzi nazwa tego łożyska).

## Zastosowanie
Łożyska wieńcowe stosuje się do łożyskowania wolnoobrotowych, wysoko obciążonych części obrotowych wielkogabarytowych maszyn roboczych. Najczęściej znajdują zastosowanie w kolumnach obrotowych koparek i żurawi, a także w wieżyczkach czołgów i innych pojazdów wojskowych.

## Zalety i cechy charakterystyczne
Największą zaletą łożysk wieńcowych jest zwarta budowa, co jest bardzo ważne zwłaszcza w łożyskowaniu mobilnych maszyn wielkogabarytowych (w ślad za mniejszymi gabarytami idzie obniżenie środka ciężkości). Pozostałe zalety to łatwa i prosta obsługa przy montażu i demontażu (w porównaniu do konwencjonalnych łożysk tocznych), znaczne zmniejszenie oporów ruchu, a także możliwość przenoszenia – obok obciążeń osiowych i promieniowych – momentów działających w płaszczyznach przechodzących przez oś wzdłużną łożyska. Łożyska wieńcowe cechuje bardzo duża obciążalność i niskie robocze prędkości obrotowe (5÷15 obr./min.), co za tym idzie, oblicza się je jedynie na obciążenia statyczne.

## Podział
- ze względu na kształt elementów tocznych (podobnie jak inne łożyska toczne):
  - kulkowe
  - wałeczkowe
  - kombinowane – w kilku rzędach występują zarówno elementy toczne kulkowe jak i wałeczki
  - łożyska specjalne – z krzyżowym układem stożków. Znajdują zastosowanie w urządzeniach wysokoobrotowych – tokarki karuzelowe.
- ze względu na liczbę rzędów elementów tocznych:
  - jednorzędowe
  - dwurzędowe
  - wielorzędowe
- ze względu na sposób usytuowania wieńca na łożysku:
  - z wieńcem o uzębieniu wewnętrznym
  - z wieńcem o uzębieniu zewnętrznym
  - z bieżniami monolitycznymi
  - z bieżniami ze specjalnych wkładek